# Distretto di Salihli
Il distretto di Salihli (in turco Salihli ilçesi) è uno dei distretti della provincia di Manisa, in Turchia.